# Временная неполная занятость
Временная неполная занятость (нем. Kurzarbeit) — институт трудового права Германии и Австрии, означает временное сокращение стандартного (обычного) рабочего времени сотрудников предприятия, связанное с простоем производства. В режим временной неполной занятости могут быть переведены все или только часть наёмных работников и сотрудников; при этом сотрудники либо работают меньше часов в неделю, чем оговорено в трудовом договоре, либо не работают вовсе. Сотрудники, находящиеся в режиме временной неполной занятости, имеют право на компенсацию заработной платы, которую не получают в связи с временным отсутствием работы.
Основная цель введения на предприятии временной неполной занятости — предотвращение вынужденных увольнений при временном простое производства, главным образом — при снижении объёма заказов. Право работодателя на введение режима временной неполной занятости и последствия его введения в отношении размера заработной платы работника регулируются законодательством в области трудового права.
При введении режима временной неполной занятости работодатель продолжает выплачивать сотрудникам заработные платы, однако при соблюдении определённых условий он имеет право получить их частичную компенсацию (60-70 %) из фонда страхования на случай безработицы. В Германии соответствующие компенсационные выплаты находятся в компетенции Федерального агентства занятости (Bundesagentur für Arbeit), а в Австрии — Служба трудоустройства (Arbeitsmarktservice). Для обозначения этих выплат используется специальное понятие Kurzarbeitergeld, что в переводе означает «пособие для лиц с временной неполной занятостью». В зависимости от ситуации и семейного положения работника данное пособие в Германии может составлять 60-70 % его заработной платы.
Актуальность данной формы занятости в 2020 году обусловлена ухудшением экономической конъюнктуры в связи с пандемией коронавирусной инфекции COVID-19. В Австрии пособие для лиц с временной неполной занятостью, обусловленной пандемией, имеет характерное название: «COVID-19-Kurzarbeitsbeihilfe».

## Разграничение понятий
Термин «временная неполная занятость» — термин трудового права Германии и Австрии. По своему содержанию он не соответствует таким распространенным в Российской Федерации институтам трудового права, как вторичная занятость, неполная занятость, частичная занятость и условная занятость. Он также не соответствует термину нерегулярная занятость трудового права Австралии.
Также «временная неполная занятость» соответствует российскому термину «неполное рабочее время» лишь в плане сокращения количества рабочих часов в неделю. Главное отличие состоит в отсутствии компенсации заработной платы за то время, в которое сотрудник не занят.
Так, в ст. 74 «Трудового кодекса Российской Федерации» от 30.12.2001 N 197-ФЗ обуславливается необходимость введения занятости в режиме неполного рабочего времени: «В случае, когда по причинам, связанным с изменением организационных или технологических условий труда (изменения в технике и технологии производства, структурная реорганизация производства, другие причины), определённые сторонами условия трудового договора не могут быть сохранены, допускается их изменение по инициативе работодателя, за исключением изменения трудовой функции работника. … В случае когда причины, указанные в части первой настоящей статьи, могут повлечь за собой массовое увольнение работников, работодатель в целях сохранения рабочих мест имеет право с учётом мнения выборного органа первичной профсоюзной организации и в порядке, установленном статьей 372 настоящего Кодекса для принятия локальных нормативных актов, вводить режим неполного рабочего дня (смены) и (или) неполной рабочей недели на срок до шести месяцев». А в ч. 3 ст. 93 ТК РФ раскрывается значение такого режима для наёмного работника в отношении размера его заработной платы: «При работе на условиях неполного рабочего времени оплата труда работника производится пропорционально отработанному им времени или в зависимости от выполненного им объёма работ» (ч. 3 ст. 93 ТК РФ).
Так же существует понятие «простой по вине работодателя» (ТК РФ Статья 157. Оплата времени простоя), когда сотрудник вынужденно не может выполнять свои трудовые функции, но получает не менее 2/3 средней заработной платы.